# Kupari
Kupari falu Horvátországban, Dubrovnik-Neretva megyében. Közigazgatásilag Župa dubrovačka községhez tartozik.

## Fekvése
A Dubrovnik városától légvonalban 8, közúton 9 km-re délkeletre, községközpontjától légvonalban és közúton 1 km-re nyugatra, az Adria-parti főút mentén, egy kis domb lejtőin, a szépséges Župai-öböl partján fekszik.

## Története
Kupari nevét egykori téglagyártóiról kapta, a téglát és cserepet Dubrovnik környékén ugyanis kupának nevezik. Területe már ősidők óta lakott. A legrégibb itt élt ismert nép az illírek egyik harcias törzse, az ardiaták voltak, akik az i. e. 4. századból hagyták itt nyomaikat. A magaslatokon épített erődített településeken éltek és kőből emelt halomsírokba temetkeztek. Illír erődítmény maradványai találhatók a település határában a Goričina nevű magaslaton. A rómaiak hosszú harcok után végül i. e. 135-ben verték le az ardiatákat. Közigazgatási központjuk innen délkeletre, a mai Donji Obod területén fekvő Epidaurum városa volt. Kupari és Dubac között máig fennmaradt a rómaiak által épített út egy része. A Nyugatrómai Birodalom bukása után a keleti gótok özönlötték el a térséget, őket 537-től 1205-ig kisebb megszakításokkal a bizánciak követték. A 7. században avarok és a kíséretükben érkezett szlávok, a mai horvátok ősei árasztották el a területet. A várakat lerombolták és az ellenálló lakosságot leöldösték. Így semmisült meg a mindaddig fennálló Epidaurum. A túlélő lakosság előbb Župára, majd Raguzába menekült. 

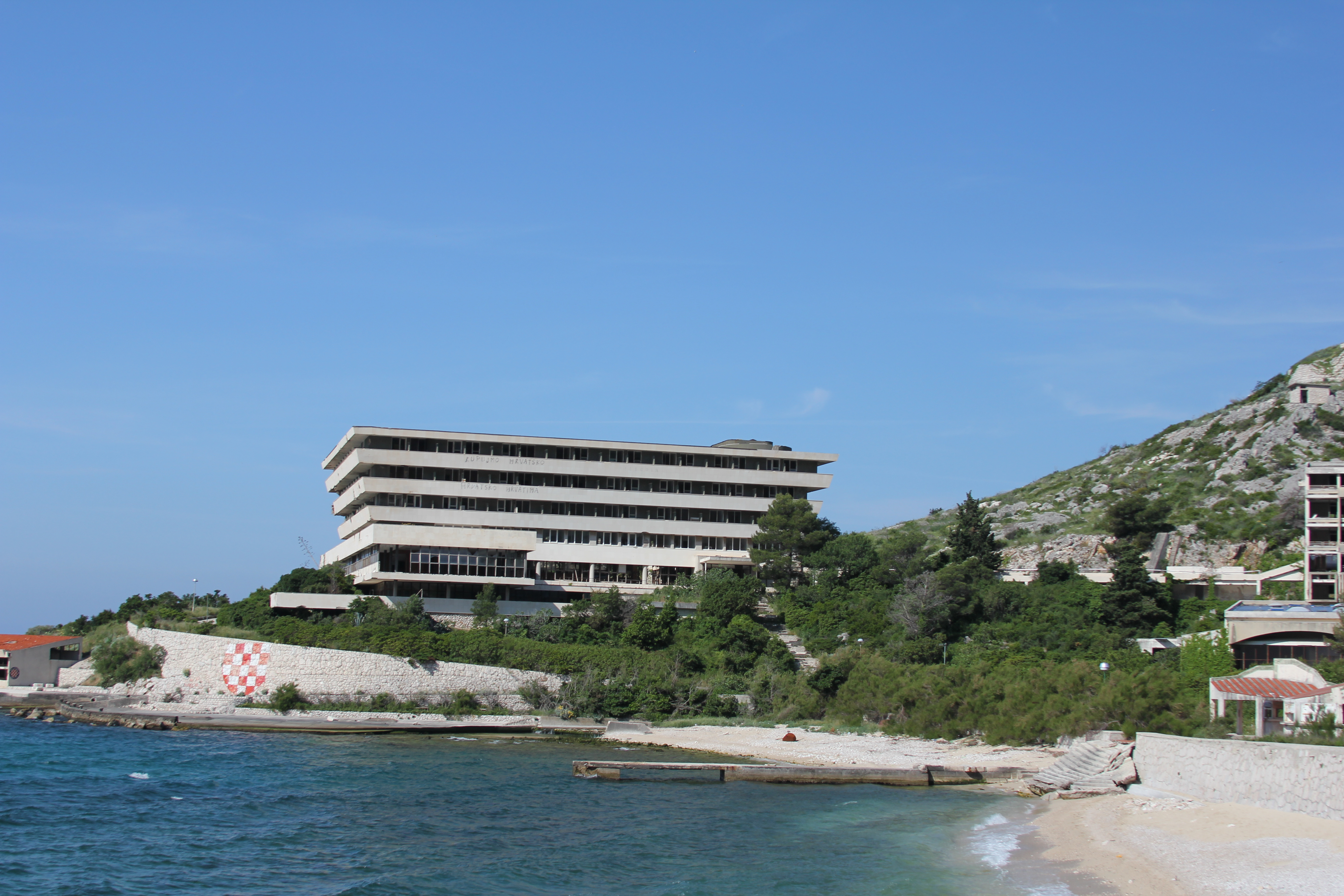
A Goričina szálloda látképe.

A mai Kupari már a 13. században lakott település volt. Szent István tiszteletére szentelt templomát 1279-ben említik. A szomszédos településekhez hasonlóan itt is több raguzai család épített nyaralót magának. 1623-ban építtette fel Kuparitól északra Orsat Đurđević a Toretnek nevezett erődített udvarházát, mely a települést a kalózoktól is védte. Emeleti részén ma is áthatók a puskalőrések. A lakosság 1806-ban sokat szenvedett a montenegrói és orosz hadak pusztításától, akik sok házat, épületet kifosztottak és leromboltak. Az ostromló hadakat a franciák kényszerítették visszavonulásra. A Raguzai Köztársaság bukása után 1806-ban Dalmáciával együtt ez a térség is a köztársaságot legyőző franciák uralma alá került, de Napóleon bukása után 1815-ben a berlini kongresszus Dalmáciával együtt a Habsburgoknak ítélte. 1857-ben 161, 1910-ben 198 lakosa volt. 1918-ban az új szerb-horvát-szlovén állam, majd később Jugoszlávia része lett. A 20. század második felében fellendült a turizmus. Új szállodakomplexumot építettek, mely a jugoszláv hadsereg igazgatása alatt állt. Magának Titónak is volt benne egy villája, ahol sok külföldi állami vezetőt és neves személyiséget is vendégül látott. A délszláv háború idején 1991 októberében a jugoszláv hadsereg és a szerb szabadcsapatok foglalták el a települést, melyet kifosztottak és felégettek. A lakosság a közeli Dubrovnikba menekült és csak 1992 tavaszán térhetett vissza. A háború után rögtön megindult az újjáépítés. Dubrovnik közelsége és a turizmus növekedése miatt lakossága az utóbbi két évtizedben ugrásszerűen nőtt. 2011-ben már 808 lakosa volt, akik főként turizmussal és mezőgazdasággal foglalkoztak.

## Népesség
| Lakosság változása | Lakosság változása | Lakosság változása | Lakosság változása | Lakosság változása | Lakosság változása | Lakosság változása | Lakosság változása | Lakosság változása | Lakosság változása | Lakosság változása | Lakosság változása | Lakosság változása | Lakosság változása | Lakosság változása | Lakosság változása |
| ------------------ | ------------------ | ------------------ | ------------------ | ------------------ | ------------------ | ------------------ | ------------------ | ------------------ | ------------------ | ------------------ | ------------------ | ------------------ | ------------------ | ------------------ | ------------------ |
| 1857               | 1869               | 1880               | 1890               | 1900               | 1910               | 1921               | 1931               | 1948               | 1953               | 1961               | 1971               | 1981               | 1991               | 2001               | 2011               |
| 161                | 0                  | 145                | 105                | 170                | 198                | 0                  | 0                  | 242                | 245                | 273                | 354                | 0                  | 0                  | 553                | 808                |

(1869-ben, 1921-ben és 1931-ben lakosságát Brašinához, 1981-ben és 1991-ben pedig Dubrovnikhoz számították.)

## Nevezetességei
- Szent István tiszteletére szentelt temploma[4] a település feletti magaslatra épült. 1279-ben említik először, majd 1306-ban „Sanctus Stephanus de la Gorica” alakban szerepel. A templom négyszögletes alaprajzú, keletelt tájolású, belül vakolt épület sima mennyezettel. A főhomlokzaton centrálisan van elhelyezve a kapuzat, mely felett Krisztus monogram látható, az oromzaton egy harang számára kialakított harangdúc áll. Az oldalhomlokzatokat két kis íves ablak tagolja, a keleti homlokzat nincs áttörve, oromzatát akrotérion zárja. A templom a 15. és a 17. század között készített szepulkláris (halottvédő) plasztikákat őriz.

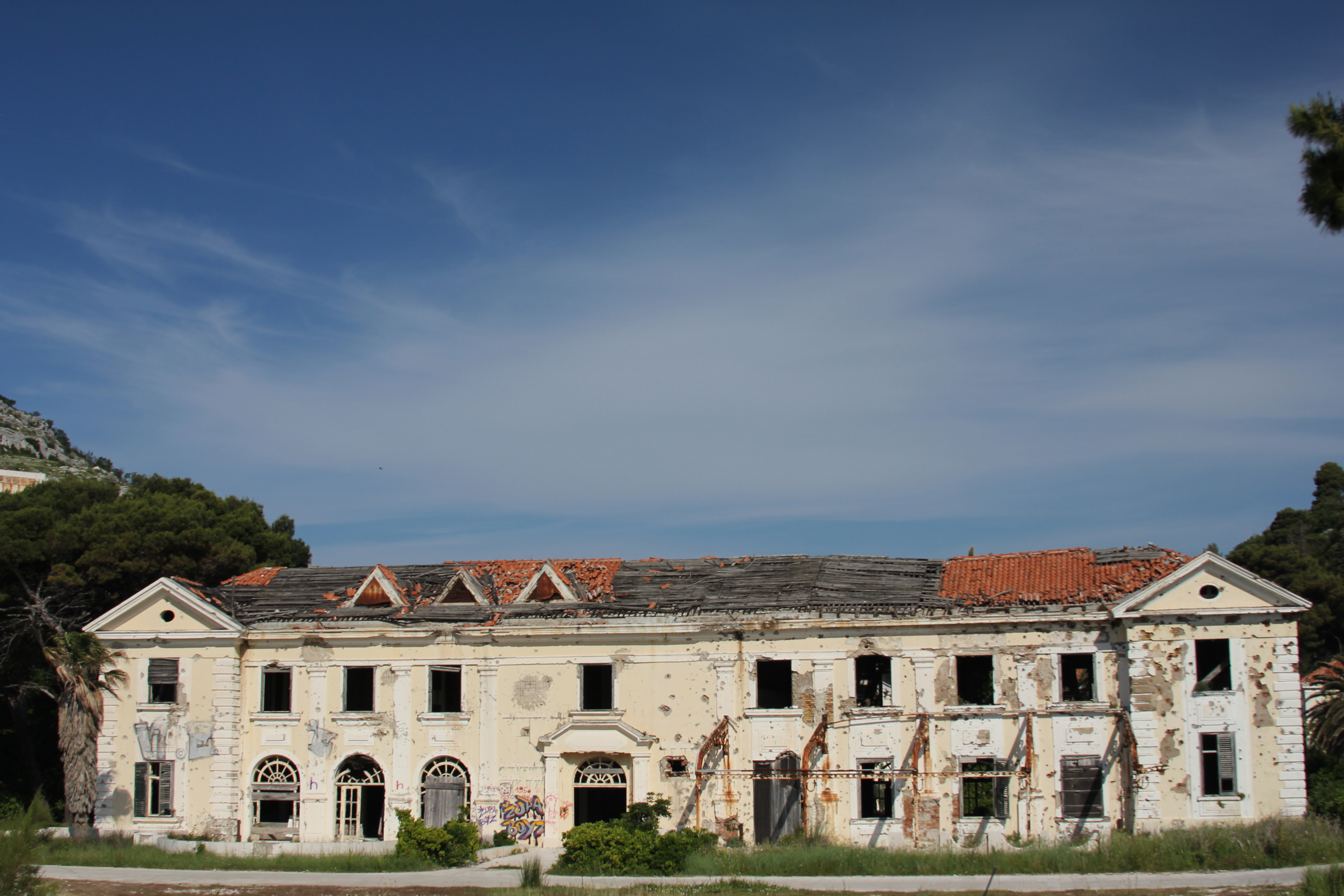
A Grand Hotel megrongálódott épülete.

- Kuparitól északra az út mellett található a Toret nevű erődített nyaralóépület,[5] melyet Orsat Đurđević építtetett 1623-ban, hogy a kalóztámadások ellen védelmet nyújtson. A nyaralót erős fal övezi, melynek bejárati kapujához egy patakon átívelő hídon lehet eljutni. Az épületegyüttes a házból, a kápolnából és a kertből áll. Maga a nyaraló egyemeletes, négyszög alaprajzú épület. Földszintje boltozott, míg az emelet és a lépcsőház falain puskalőrések vannak kialakítva. A Nagyboldogasszony kápolna a 18. században épült. Az épületegyüttest a 20. század elején felújították visszaállítva eredeti erődített nyaraló jellegét.
- Szent Megváltó templom a Trapiton
- Szent Péter templom
- Goričina ókori várromok
- Római út maradványai Kupari és Dubac között

## Gazdaság
A helyi gazdaság alapja a turizmus, a vendéglátás és a mezőgazdaság. A település szállodái a Mladost, a Grand, a Goričina, a Pelegrin, a Kupari és a Galeb, valamint a Tito-villa mind felújításra várnak a délszláv háború idején elszenvedett károk következtében. A kupari strand az egyik legszebb strand a község területén. A 19. és  a 20. század fordulóján a településen téglagyár működött, melynek tulajdonosa, egyúttal az első dubrovniki autótulajdonos Brnja Caboga parlamenti képviselő volt.